# Ajoo
Noh Ah-joo (Hangeul: 노아주, bekannt als Ajoo; * 6. Juli 1990 in Seoul, Südkorea) ist ein koreanischer Sänger. Er begann seine Karriere 2008, wo er bei der Plattenfirma Stam Entertainment, seinen ersten Plattenvertrag unterzeichnete.

## Leben und Karriere
Am 18. Februar 2008 veröffentlichte er seine Debütsingle 1st Kiss, die allerdings weitgehend unberücksichtigt blieb. Anschließend veröffentlichte er am 7. Juli 2008 seine erste EP names Paparazzi. Die südkoreanische Sängerin Younha schrieb das Lied Paparazzi und hatte einen Gastauftritt im Musikvideo. Aufmerksamkeit bekam er mit seiner dritten Veröffentlichung Jaebeor 2se (재벌2세; auch Wealthy 2 Generation genannt). Mit diesem Lied sprach er das Thema „reiche, verwöhnte Kinder“ im positiven Sinne an. Das Lied wurde für die Drama-Serie Boys Over Flowers verwendet, jedoch vom Sender KBS nicht ausgestrahlt. Seit 2010 nimmt er sich eine Auszeit.
Ajoo singt, spielt Klavier und kann auch tanzen.

## Diskografie
- 2008: 1st Kiss (Single)
- 2008: Paparazzi (EP)
- 2009: Wealthy 2 Generation (Single)

| Personendaten    | Personendaten                                                       |
| ---------------- | ------------------------------------------------------------------- |
| NAME             | Ajoo                                                                |
| ALTERNATIVNAMEN  | 노아주 (vollständiger Name, Hangeul); Noh, Ah-joo (wirklicher Name) |
| KURZBESCHREIBUNG | südkoreanischer Popsänger                                           |
| GEBURTSDATUM     | 6. Juli 1990                                                        |
| GEBURTSORT       | Seoul                                                               |